# Miroslava Kuciaková
Miroslava Kuciaková (* 31. Januar 1989 in Žilina) ist eine slowakische Volleyballspielerin.

## Karriere
Kuciaková begann ihre Karriere in ihrer Heimatstadt bei ŠK ŽU Žilina. 2007 wechselte die Außenangreiferin zu VK Doprastav Bratislava. Mit dem Verein gewann sie 2008 die nationale Meisterschaft. Ein Jahr später wurde sie Vizemeisterin. Mit der slowakischen Nationalmannschaft nahm Kuciaková an der Europameisterschaft in Polen teil. 2010 gab es den nächsten Meistertitel und Bratislava erreichte das Pokalfinale. Anschließend wechselte Kuciaková innerhalb der Stadt zu Slávia Bratislava. Mit dem neuen Verein gelang ihr gleich in der ersten Saison das Double aus Meisterschaft und Pokalsieg. 2010 und 2011 nahm Kuciaková mit Natália Dubovcová an der U23-Europameisterschaft im Beachvolleyball teil. 2013 spielte die Außenangreiferin für einige Monate bei TH Sokol Šternberk, bevor sie zu Slávia Bratislava zurückkehrte. 2014 und 2015 wurde sie als beste Spielerin der slowakischen Liga ausgezeichnet. 2015 gewann sie erneut das Double aus Meisterschaft und Pokal. Danach wechselte sie zum deutschen Bundesligisten Ladies in Black Aachen. Die Aachenerinnen schieden in den Pre-Playoffs der Bundesliga-Saison 2015/16 aus und mussten Insolvenz anmelden, weshalb Kuciaková den Verein nach einer Saison verließ.

## Familie
Kuciaková hat drei Brüder, die alle als Torwart Fußball spielen.